# Фаломбе (округ)
Фаломбе (англ. Phalombe) — округ в Южном регионе Малави. По состоянию на 2008 год в округе проживает 313 129 человек. Площадь территории составляет 1394 км². Административный центр — город Фаломбе.

## География
На востоке граничит с Мозамбиком, на севере с округом Зомба, на юге и западе с округом Муланье. 